# A Wedding
A Wedding is een Amerikaanse filmkomedie uit 1978 onder regie van Robert Altman.

## Verhaal
Muffin Brenner is de dochter van nieuwe rijken. Ze trouwt met Dino Corelli, afkomstig uit een oude familie met maffiaconnecties. Hun exclusieve bruiloft ontaardt al gauw in wanorde. De bruidegom bekent dat hij een nacht heeft doorgebracht met de zus van de bruid. Bovendien sterft zijn grootmoeder vlak voor het begin van het feest.

## Rolverdeling
| Acteur            | Personage                                                 |
| ----------------- | --------------------------------------------------------- |
| Desi Arnaz Jr.    | Dino Sloan Corelli                                        |
| Amy Stryker       | Muffin Brenner                                            |
| Mia Farrow        | Elizabeth 'Buffy' Brenner                                 |
| Carol Burnett     | Katherine 'Tulip' Brenner                                 |
| Paul Dooley       | Liam 'Snooks' Brenner                                     |
| Vittorio Gassman  | Luigi Corelli                                             |
| Nina Van Pallandt | Regina Sloan Corelli                                      |
| Lillian Gish      | Nettie Sloan, de grootmoeder                              |
| Geraldine Chaplin | Rita Billingsley, de organisatrice van het huwelijksfeest |
| Howard Duff       | dokter Jules Meecham                                      |
| John Cromwell     | bisschop Martin                                           |
| Viveca Lindfors   | Ingrid Hellstrom                                          |
| Lauren Hutton     | Florence Farmer                                           |
| Jeff Perry        | Bunky LeMay                                               |